# 麹光
麴 光（きく こう、生没年不詳、在位525年頃 - 530年頃）は、高昌国の王。麴嘉の子。
525年頃、即位した。531年、甘露と元号を立てた。

## 史書の記述
概して史料に乏しい。北史では北魏孝荘帝本紀の永安元年（528年）の記述として、高昌王の世子である光が平西将軍、瓜州刺史となり、泰臨県伯・高昌王を継いだ、とある。